# (73865) 1997 AW
(73865) 1997 AW – planetoida z grupy przecinających orbitę Marsa okrążająca Słońce w ciągu 3,68 lat w średniej odległości 2,38 j.a. Odkryta 2 stycznia 1997 roku.